# Fiodor Cisteakov
Fiodor Valentinovici Cisteakov (în rusă Фёдор Валенти́нович Чистяко́в; n. 28 decembrie 1967, Leningrad, RSFS Rusă, URSS), cunoscut și sub pseudonimul Deadea Fiodor (în rusă Дядя Фёдор – „Unchiul Fiodor”), este un cântăreț rus.